# Gönen-Talsperre
Die Gönen-Talsperre (türkisch Gönen Barajı) befindet sich 15 km östlich der Stadt Yenice und 25 km südwestlich von Gönen am Fluss Gönen Çayı in der westtürkischen Provinz Çanakkale.
Die Gönen-Talsperre wurde in den Jahren 1979–1997 als Erd-Kies-Schüttdamm erbaut.
Das Staudammprojekt wurde als Betreibermodell realisiert.
Die Mehrzweck-Talsperre dient der Bewässerung, Energieerzeugung, der Trinkwasserversorgung und der Abflussregulierung.
Der Staudamm hat eine Höhe von 70 m (über Talsohle) und besitzt ein Volumen von 2,4 Mio. m³. Der zugehörige Stausee besitzt eine Wasserfläche von 10,4 km² und ein Speichervolumen von 164 Mio. m³. 
Die Talsperre ist für die Bewässerung einer Fläche von 16.765 ha ausgelegt.
Am Fuß des Staudamms befindet sich das zugehörige Wasserkraftwerk. Es verfügt über zwei 5,5 MW-Francis-Turbinen. 
Das Regelarbeitsvermögen liegt bei 47,5 GWh im Jahr.